# Marino Ghetaldi

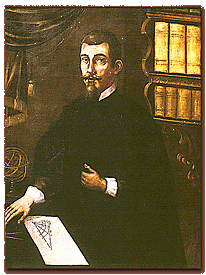
Marino Ghetaldi

Marin Ghetaldić (în latină: Marinus Ghetaldus, italiană: Marino Ghetaldi; n. 2 octombrie 1568 la Dubrovnik - d. 11 aprilie 1626 la Dubrovnik) a fost un om de știință din Republica Raguza.
A adus contribuții deosebite în domeniul matematicii și al fizicii, discipline pe care le-a studiat în Italia, Anglia și Belgia.
L-a avut ca profesor pe celebrul François Viète.
Opera sa în domeniul geometriei analitice este comparabilă ca valoare cu cea a lui René Descartes.
A fost un bun cunoscător al operelor antice, în primul rând al geometriei grecești.
A fost consulul Republicii Valencia la Roma, apoi la Constantinopol.
Lucrările sale l-au influențat pe William Oughtred.

## Scrieri

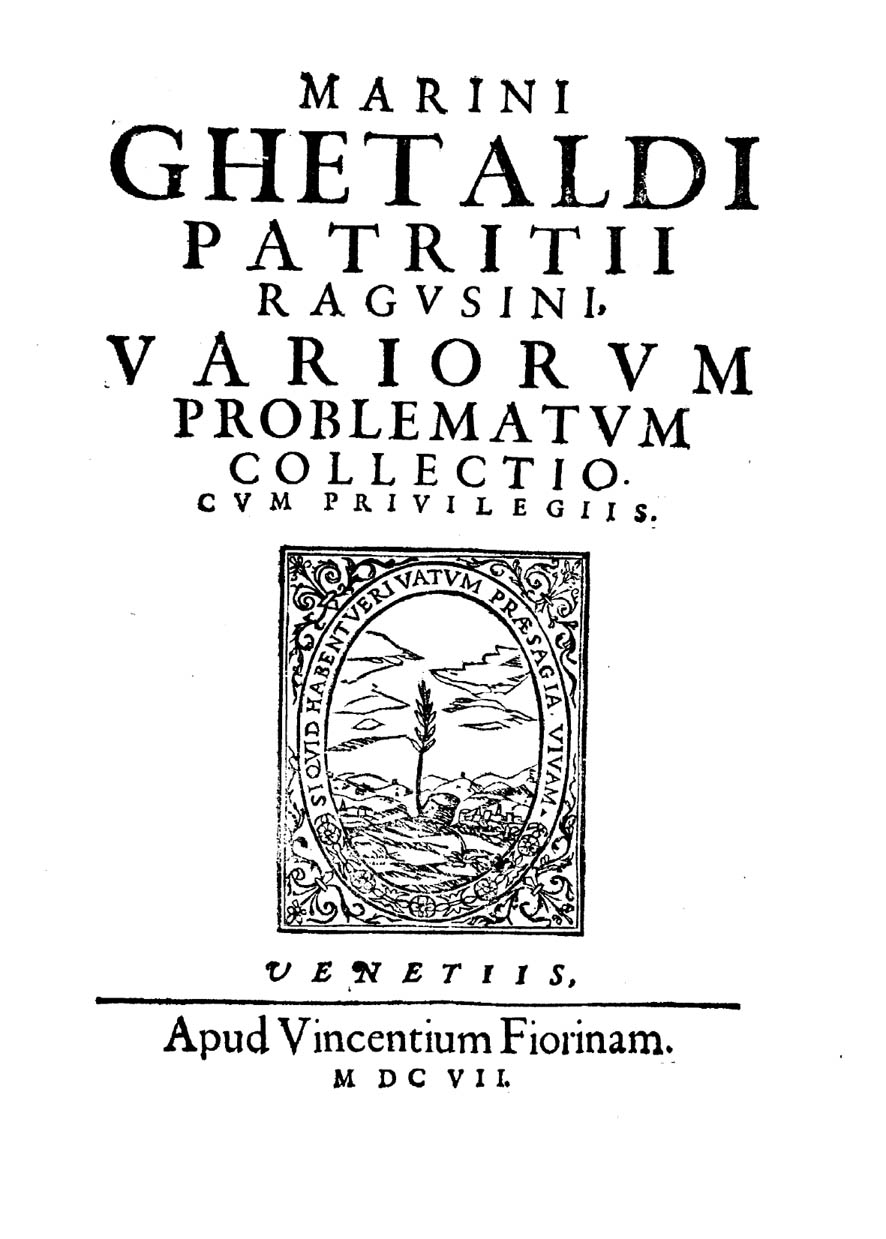
Variorum problematum collectio, 1607

Ghetaldi a scris 7 lucrări, dintre care:
- 1603: Promotus Archimedus;
- 1607: Variorum problematum collectio;
- 1630: De resolutione et compositione mathematica.